# Transports urbains thiernois
Pour les articles homonymes, voir Tut.
SMTUT (anciennement Les Transports urbains thiernois, abrégés en TUT), est un service de transport en commun organisé par le syndicat mixte des Transports urbains du bassin thiernois (STUBT) desservant l'ensemble des communes de la Communauté de communes Thiers Dore et Montagne, ainsi que celle de Peschadoires, Lezoux et Saint-Jean-d'Heurs. Exploité principalement par Keolis via sa filiale Keolis Pays des Volcans, le réseau se compose de six lignes de bus. Le service propose également le TAD (lignes de transport à la demande pour tous les habitants du ressort territorial).

## Histoire
La mise en place de transports urbains municipaux est tout d'abord pensée par la municipalité avec en tête Maurice Adevah-Pœuf. C'est au tout début des années 1980 que les premiers bus transportent des passagers sur la commune,.
Le réseau de bus en place jusqu'à août 2020 prend son organisation à la suite de la restructuration de septembre 2017, en lien avec l'extension du périmètre de transport urbain entre le terminus « Ravailloux » et « les Garniers ».
Le réseau desservait deux communes : Thiers et Peschadoires, soit 13 925 habitants.
En janvier 2020, le SIVU TUT Syndicat à Vocation Unique des Transports Urbains Thiernois devient un syndicat mixte et porte le nom Syndicat Mixte des Transports Urbains du Bassin Thiernois (STUBT). La Communauté de communes Thiers Dore et Montagne et les communes de Saint-Jean-d'Heurs et Lezoux rejoignent au même moment le syndicat.
En septembre 2020, le réseau TUT est remplacé par le nouveau réseau SMTUT.

## Le réseau

### Présentation
Le réseau désert  communes de la Communauté de communes Thiers Dore et Montagne, ainsi que celle de Peschadoires, Lezoux et Saint-Jean-d'Heurs.

### Exploitants
Le 1er juillet 2017, Transdev Auvergne - Thiers Mobilités perd l'exploitation du réseau au profit de Keolis Pays des Volcans. En septembre 2020, Keolis Pays des Volcans est reconduit.
| Exploitant              | Période            |
| ----------------------- | ------------------ |
| Transdev Auvergne       | 2001 - 2017        |
| Keolis Pays des volcans | 2017 - aujourd'hui |

### Les lignes
Le réseau est composé 4 lignes urbaines, 2 lignes périurbaines et 9 lignes scolaires ainsi que 1 ligne de dimanche et jours fériés.
| Ligne | Caractéristiques                                                                              | Caractéristiques                                                        | Caractéristiques                                                        | Caractéristiques                                                        | Caractéristiques                                                        | Caractéristiques                                                        | Caractéristiques                                                        | Caractéristiques                                                        | Caractéristiques                                                        |
| 1     | Gare SNCF de Pont de Dore ⥋ Lycée Technique                                                   | Gare SNCF de Pont de Dore ⥋ Lycée Technique                             | Gare SNCF de Pont de Dore ⥋ Lycée Technique                             | Gare SNCF de Pont de Dore ⥋ Lycée Technique                             | Gare SNCF de Pont de Dore ⥋ Lycée Technique                             | Gare SNCF de Pont de Dore ⥋ Lycée Technique                             | Gare SNCF de Pont de Dore ⥋ Lycée Technique                             | Gare SNCF de Pont de Dore ⥋ Lycée Technique                             | Gare SNCF de Pont de Dore ⥋ Lycée Technique                             |
| ----- | --------------------------------------------------------------------------------------------- | ----------------------------------------------------------------------- | ----------------------------------------------------------------------- | ----------------------------------------------------------------------- | ----------------------------------------------------------------------- | ----------------------------------------------------------------------- | ----------------------------------------------------------------------- | ----------------------------------------------------------------------- | ----------------------------------------------------------------------- |
| 1     | Ouverture / Fermeture septembre 2020 / —                                                      | Longueur —                                                              | Durée 32 min                                                            | Nb. d’arrêts 33                                                         | Matériel —                                                              | Jours de fonctionnement L, Ma, Me, J, V, S                              | Jour / Soir / Nuit / Fêtes O / N / N / N                                | Voy. / an —                                                             | Exploitant Keolis Pays des volcans                                      |
| 1     | Desserte : —                                                                                  |                                                                         |                                                                         |                                                                         |                                                                         |                                                                         |                                                                         |                                                                         |                                                                         |
| 1     | Autre :                                                                                       |                                                                         |                                                                         |                                                                         |                                                                         |                                                                         |                                                                         |                                                                         |                                                                         |
| 1     | Dernière actualisation : —                                                                    |                                                                         |                                                                         |                                                                         |                                                                         |                                                                         |                                                                         |                                                                         |                                                                         |
| 2     | ZI de Felet ⥋ La Croix                                                                        | ZI de Felet ⥋ La Croix                                                  | ZI de Felet ⥋ La Croix                                                  | ZI de Felet ⥋ La Croix                                                  | ZI de Felet ⥋ La Croix                                                  | ZI de Felet ⥋ La Croix                                                  | ZI de Felet ⥋ La Croix                                                  | ZI de Felet ⥋ La Croix                                                  | ZI de Felet ⥋ La Croix                                                  |
| 2     | Ouverture / Fermeture septembre 2020 / —                                                      | Longueur —                                                              | Durée 27 min                                                            | Nb. d’arrêts 25                                                         | Matériel —                                                              | Jours de fonctionnement L, Ma, Me, J, V, S                              | Jour / Soir / Nuit / Fêtes O / N / N / N                                | Voy. / an —                                                             | Exploitant Keolis Pays des volcans                                      |
| 2     | Desserte : —                                                                                  |                                                                         |                                                                         |                                                                         |                                                                         |                                                                         |                                                                         |                                                                         |                                                                         |
| 2     | Autre :                                                                                       |                                                                         |                                                                         |                                                                         |                                                                         |                                                                         |                                                                         |                                                                         |                                                                         |
| 2     | Dernière actualisation : —                                                                    |                                                                         |                                                                         |                                                                         |                                                                         |                                                                         |                                                                         |                                                                         |                                                                         |
| 3     | Les Garniers ⥋ Cité SNCF                                                                      | Les Garniers ⥋ Cité SNCF                                                | Les Garniers ⥋ Cité SNCF                                                | Les Garniers ⥋ Cité SNCF                                                | Les Garniers ⥋ Cité SNCF                                                | Les Garniers ⥋ Cité SNCF                                                | Les Garniers ⥋ Cité SNCF                                                | Les Garniers ⥋ Cité SNCF                                                | Les Garniers ⥋ Cité SNCF                                                |
| 3     | Ouverture / Fermeture septembre 2020 / —                                                      | Longueur —                                                              | Durée 42 min                                                            | Nb. d’arrêts 40                                                         | Matériel —                                                              | Jours de fonctionnement L, Ma, Me, J, V, S                              | Jour / Soir / Nuit / Fêtes O / N / N / N                                | Voy. / an —                                                             | Exploitant Keolis Pays des volcans                                      |
| 3     | Desserte : —                                                                                  |                                                                         |                                                                         |                                                                         |                                                                         |                                                                         |                                                                         |                                                                         |                                                                         |
| 3     | Autre :                                                                                       |                                                                         |                                                                         |                                                                         |                                                                         |                                                                         |                                                                         |                                                                         |                                                                         |
| 3     | Dernière actualisation : —                                                                    |                                                                         |                                                                         |                                                                         |                                                                         |                                                                         |                                                                         |                                                                         |                                                                         |
| 4     | Navette de Centre-Ville                                                                       | Navette de Centre-Ville                                                 | Navette de Centre-Ville                                                 | Navette de Centre-Ville                                                 | Navette de Centre-Ville                                                 | Navette de Centre-Ville                                                 | Navette de Centre-Ville                                                 | Navette de Centre-Ville                                                 | Navette de Centre-Ville                                                 |
| 4     | Place Chastel ↔ Les Jaiffours ↔ Gare SNCF ⥋ Place Chastel ↔ Avenue Béranger ↔ Place Chastel ↔ |                                                                         |                                                                         |                                                                         |                                                                         |                                                                         |                                                                         |                                                                         |                                                                         |
| 4     | Ouverture / Fermeture septembre 2020 / —                                                      | Longueur —                                                              | Durée 27 min                                                            | Nb. d’arrêts 16                                                         | Matériel —                                                              | Jours de fonctionnement L, Ma, Me, J, V, S                              | Jour / Soir / Nuit / Fêtes O / N / N / N                                | Voy. / an —                                                             | Exploitant Keolis Pays des volcans                                      |
| 4     | Desserte : —                                                                                  |                                                                         |                                                                         |                                                                         |                                                                         |                                                                         |                                                                         |                                                                         |                                                                         |
| 4     | Autre :                                                                                       |                                                                         |                                                                         |                                                                         |                                                                         |                                                                         |                                                                         |                                                                         |                                                                         |
| 4     | Dernière actualisation : —                                                                    |                                                                         |                                                                         |                                                                         |                                                                         |                                                                         |                                                                         |                                                                         |                                                                         |
| 11    | Lezoux – Theillard de Chardin ⥋ St Rémy-sur-Durolle – Salle Polyvalente                       | Lezoux – Theillard de Chardin ⥋ St Rémy-sur-Durolle – Salle Polyvalente | Lezoux – Theillard de Chardin ⥋ St Rémy-sur-Durolle – Salle Polyvalente | Lezoux – Theillard de Chardin ⥋ St Rémy-sur-Durolle – Salle Polyvalente | Lezoux – Theillard de Chardin ⥋ St Rémy-sur-Durolle – Salle Polyvalente | Lezoux – Theillard de Chardin ⥋ St Rémy-sur-Durolle – Salle Polyvalente | Lezoux – Theillard de Chardin ⥋ St Rémy-sur-Durolle – Salle Polyvalente | Lezoux – Theillard de Chardin ⥋ St Rémy-sur-Durolle – Salle Polyvalente | Lezoux – Theillard de Chardin ⥋ St Rémy-sur-Durolle – Salle Polyvalente |
| 11    | Ouverture / Fermeture septembre 2020 / —                                                      | Longueur —                                                              | Durée 60 min                                                            | Nb. d’arrêts 55                                                         | Matériel —                                                              | Jours de fonctionnement L, Ma, Me, J, V, S                              | Jour / Soir / Nuit / Fêtes O / N / N / N                                | Voy. / an —                                                             | Exploitant Keolis Pays des volcans                                      |
| 11    | Desserte : —                                                                                  |                                                                         |                                                                         |                                                                         |                                                                         |                                                                         |                                                                         |                                                                         |                                                                         |
| 11    | Autre :                                                                                       |                                                                         |                                                                         |                                                                         |                                                                         |                                                                         |                                                                         |                                                                         |                                                                         |
| 11    | Dernière actualisation : —                                                                    |                                                                         |                                                                         |                                                                         |                                                                         |                                                                         |                                                                         |                                                                         |                                                                         |
| 14    | Gare SNCF de Pont de Dore ⥋ Celles-sur-Durolle – ZA Racine                                    | Gare SNCF de Pont de Dore ⥋ Celles-sur-Durolle – ZA Racine              | Gare SNCF de Pont de Dore ⥋ Celles-sur-Durolle – ZA Racine              | Gare SNCF de Pont de Dore ⥋ Celles-sur-Durolle – ZA Racine              | Gare SNCF de Pont de Dore ⥋ Celles-sur-Durolle – ZA Racine              | Gare SNCF de Pont de Dore ⥋ Celles-sur-Durolle – ZA Racine              | Gare SNCF de Pont de Dore ⥋ Celles-sur-Durolle – ZA Racine              | Gare SNCF de Pont de Dore ⥋ Celles-sur-Durolle – ZA Racine              | Gare SNCF de Pont de Dore ⥋ Celles-sur-Durolle – ZA Racine              |
| 14    | Ouverture / Fermeture septembre 2020 / —                                                      | Longueur —                                                              | Durée 35 min                                                            | Nb. d’arrêts 43                                                         | Matériel —                                                              | Jours de fonctionnement L, Ma, Me, J, V                                 | Jour / Soir / Nuit / Fêtes O / N / N / N                                | Voy. / an —                                                             | Exploitant Keolis Pays des Volcans                                      |
| 14    | Desserte : —                                                                                  |                                                                         |                                                                         |                                                                         |                                                                         |                                                                         |                                                                         |                                                                         |                                                                         |
| 14    | Autre :                                                                                       |                                                                         |                                                                         |                                                                         |                                                                         |                                                                         |                                                                         |                                                                         |                                                                         |
| 14    | Dernière actualisation : —                                                                    |                                                                         |                                                                         |                                                                         |                                                                         |                                                                         |                                                                         |                                                                         |                                                                         |
| 1 Dim | Base de Loisirs ILOA ⥋ Lycée Technique Jean Zay                                               | Base de Loisirs ILOA ⥋ Lycée Technique Jean Zay                         | Base de Loisirs ILOA ⥋ Lycée Technique Jean Zay                         | Base de Loisirs ILOA ⥋ Lycée Technique Jean Zay                         | Base de Loisirs ILOA ⥋ Lycée Technique Jean Zay                         | Base de Loisirs ILOA ⥋ Lycée Technique Jean Zay                         | Base de Loisirs ILOA ⥋ Lycée Technique Jean Zay                         | Base de Loisirs ILOA ⥋ Lycée Technique Jean Zay                         | Base de Loisirs ILOA ⥋ Lycée Technique Jean Zay                         |
| 1 Dim | Ouverture / Fermeture septembre 2020 / —                                                      | Longueur —                                                              | Durée 38 min                                                            | Nb. d’arrêts 34                                                         | Matériel —                                                              | Jours de fonctionnement D                                               | Jour / Soir / Nuit / Fêtes O / N / N / O                                | Voy. / an —                                                             | Exploitant Keolis Pays des volcans                                      |
| 1 Dim | Desserte : —                                                                                  |                                                                         |                                                                         |                                                                         |                                                                         |                                                                         |                                                                         |                                                                         |                                                                         |
| 1 Dim | Autre :                                                                                       |                                                                         |                                                                         |                                                                         |                                                                         |                                                                         |                                                                         |                                                                         |                                                                         |
| 1 Dim | Dernière actualisation : —                                                                    |                                                                         |                                                                         |                                                                         |                                                                         |                                                                         |                                                                         |                                                                         |                                                                         |

## Identité visuelle

Logo TUT de 2001 à septembre 2020.
Logo du SIVU TUT jusqu'à 2020
Logo du réseau SMTUT
Logo Syndicat Mixte des Transports Urbains du Bassin Thiernois